# Homolobus
Homolobus is een geslacht van insecten uit de orde vliesvleugeligen (Hymenoptera) en de familie schildwespen (Braconidae).

## Soorten
Deze lijst van 55 stuks is mogelijk niet compleet.
- H. acares van Achterberg, 1979
- H. albipalpis (Granger, 1949)
- H. alternipes van Achterberg, 1979
- H. annulatus van Achterberg, 1979
- H. annulicornis (Nees, 1834)
- H. antefurcalis van Achterberg, 1979
- H. armatus van Achterberg, 1979
- H. australiensis (Nixon, 1938)
- H. bicolor van Achterberg, 1979
- H. bifurcatus van Achterberg, 1979
- H. bohemani (Bengtsson, 1918)
- H. carbonator (Shestakov, 1940)
- H. celebensis van Achterberg, 1995
- H. cingulatus (Granger, 1949)
- H. crenulatus van Achterberg, 1979
- H. dauricus Shestakov, 1940
- H. discolor (Wesmael, 1835)
- H. elagabalus (Nixon, 1938)
- H. ethiopicus van Achterberg, 1979
- H. flagitator (Curtis, 1837)
- H. fuscinervis van Achterberg & Shaw, 2009
- H. hirashimai Maeto, 1982
- H. huddlestoni van Achterberg, 1979
- H. indicus Ahmad & Shujauddin, 2001
- H. infumator (Lyle, 1914)
- H. inopinus van Achterberg, 1979
- H. intermedius van Achterberg, 1992
- H. kahonoi van Achterberg, 1992
- H. lacteiceps van Achterberg, 1979
- H. longus Chou & Hsu, 1995

- H. luteifasciatus Maeto, 1982
- H. macropterus van Achterberg, 1979
- H. maculatus van Achterberg, 1979
- H. madeirensis van Achterberg & Aguiar, 2009
- H. meridionalis van Achterberg, 1979
- H. mesoxiphius van Achterberg, 1979
- H. nepalensis van Achterberg, 1979
- H. nigritarsis van Achterberg, 1979
- H. nipponensis van Achterberg, 1979
- H. obscurus van Achterberg, 1979
- H. occidentalis van Achterberg, 1979
- H. ophioninus (Vachal, 1907)
- H. pallidistigma (Cameron, 1911)
- H. priapus (Nixon, 1938)
- H. pulchricornis (Nixon, 1938)
- H. rectinervis van Achterberg, 1979
- H. rufithorax (Granger, 1949)
- H. rufiventralis Maeto, 1982
- H. rugosus van Achterberg, 1979
- H. sinensis Chen, 1991
- H. sungkangensis Chou & Hsu, 1995
- H. truncatoides van Achterberg, 1979
- H. truncator (Say, 1829)
- H. undulatus van Achterberg, 1979
- H. watanabei van Achterberg, 1992